# Uncle Albert/Admiral Halsey
"Uncle Albert/Admiral Halsey" é um single de Paul e Linda McCartney e faixa do álbum Ram (1971). Foi número um na Billboard Hot 100, na parada de singles do Canadá e também chegou a receber disco de ouro nos Estados Unidos por vender mais de um milhão de cópias.
A canção é uma espécie de medley semelhante ao que Paul fez com os Beatles em Abbey Road (1969), incluiu efeitos sonoros e variações melódicas. Segundo o cantor, a música foi escrita por uma "nostalgia". Mais tarde, o cantor ganhou o Grammy Award de melhor arranjo vocal com base na faixa.
A música esteve presente em coletâneas posteriores, como Pure McCartney (2016).

## Ficha técnica
- Paul McCartney - vocais, baixo, piano
- Linda McCartney - backing vocals
- David Spinozza - guitarra
- Hugh McCracken - guitarra
- Denny Seiwell - bateria e percussão
- Marvin Stamm - fliscorne
- Orquestra Filarmônica de Nova Iorque - arranjos de orquestra